# Választási program
A Választási program egy politikai párt vagy szervezet által kibocsájtott szövegmű, amely az adott pártnak a következő politikai periódusra vonatkozó rövid- és középtávú célkitűzéseit tartalmazza.

## Sajátosságai
A választási programot a pártok rendszerint a választások előtt nem sokkal szokták kidolgozni és közzétenni, a dokumentumot pedig a választási időszak során egyfajta igazodási pontként használják. A választási program megalkotásának célja, hogy az általánosságokat megfogalmazó és a párt cselekvését hosszútávon orientáló pártprogramra vagy manifesztumra támaszkodva meghatározza a párt elkövetkező időszakra szóló politikai célkitűzéseit és az azokat megvalósítani hivatott programpontokat. A demokratikus berendezkedésű pártokban a választási program hosszas belső egyeztetések eredményeként ölt formát. Egy választási program alkalmas arra, hogy azzal a párt a választókat megszólítsa. A választó a program segítségével könnyebben el tudja az azt készítő pártot helyezni a politikai térben, illetve levonni a párt programjából a személyes életére vonatkozó következtetéseket, majd ezek alapján kialakítani saját választási szándékát.
A politikatudomány a választási programot a választási győzelem esetén elérendő célokat meghatározó dokumentumként definiálja. Körösényi András és Sebők Miklós mandátumelméleti alapú megközelítése szerint a választók a jelöltet vagy politikai szervezetet korlátozott felhatalmazással, bizonyos politikai cselekvések végrehajtása reményében választják. A választók felhatalmazása a jelölt által tett ígéretek végrehajtására vonatkozik. A választási program nem más, mint a jelölt által tett ígéretek írásban rögzített halmaza. Szűcs Zoltán Gábor, Gyulai Attila és Zágoni Bella szerint a választási program ismeretében adnak a választók felhatalmazást egy pártnak a kormányzásra, a kormányzati felelősséget elnyerő párt feladata pedig az, hogy megkísérelje a programjában tett közpolitikai ígéreteket megvalósítani. A választási program tehát az az ígérethalmaz, amelynek megvalósításához a pártok a választóktól a kormányzati felhatalmazást kérik.
A választási program elkészítése nem kötelező a választásokon induló pártok és jelöltek számára. Bár a pártok általában készítenek ilyen dokumentumot, de többször is előfordult már, hogy programot nem író szervezetek szerepeltek sikerrel egy választáson. (Pl. Fidesz-KDNP 2014-ben.) A választási program elkészülte esetén sem válik kötelező érvényű dokumentummá. A kormányzás lehetőségét elnyerő pártot semmi sem kötelezi arra, hogy a választási programjában foglalt pontokat a kormányprogramba maradéktalanul átültesse. A koalíciós kormányzás érdekében a kormányzásra szövetkező pártok jobbára eltekintenek azon programpontjaik megvalósításától, amelyek lehetetlenné tennék a koalíciós partnerrel való együttműködést, illetve – kompromisszumként – olyan programelemeket fogadnak el, amelyeket saját választási programjuk nem tartalmazott. A választási programok összeegyeztethetőségének vizsgálata a választásokat követő koalíciós megbeszélések tárgya.
A választási programnak a pártok általában a program lényegét kifejező címet is adnak, amelyek közül néhány szlogenné válva tartósan megmarad a politikai köztudatban. Ezekre példa a Magyarország többre képes! (Fidesz, 2009 EP-választás), a Hajrá Magyarország! (Fidesz, 2006), a Jóléti rendszerváltást! (MSZP, 2002), és az A jövő elkezdődött (Fidesz, 2010).